# ATP Stuttgart
Das ATP-Turnier von Stuttgart (offiziell Boss Open) ist ein Herren-Tennisturnier auf Rasen, das alljährlich im Juni auf der Tennisanlage des TC Weissenhof in Stuttgart auf dem Killesberg ausgetragen wird. Es ist Teil der ATP Tour 250.

## Geschichte
Die Anlage auf dem Stuttgarter Weißenhof wurde 1914 eröffnet. Das erste Internationale Weissenhofturnier wurde 1916 ausgetragen. 1978 wurde das Turnier Mitglied der Herren-Grand-Prix-Serie. Ab 1979 wurde das Turnier als Mercedes Cup ausgetragen. 1990 wurde es Gründungsmitglied der Championship-Serie der ATP, dem Vorgänger der ATP-Tour-500-Serie. Der Serie gehörte es bis 2008, nur mit einer Unterbrechung 2002 an, als es einmal zu einem ATP-Tour-250-Turnier heruntergestuft wurde.
Da die Wimbledon Championships seit 2015 eine Woche später stattfinden und somit eine zusätzliche Woche vor dem Grand-Slam-Turnier entstanden ist, wird das Turnier seitdem nicht mehr auf Sand, sondern auf Rasen gespielt, damit es als Vorbereitungsturnier für Wimbledon genutzt werden kann. Man erhoffte sich dadurch ein attraktiveres Teilnehmerfeld und somit dem Zuschauerrückgang entgegenzuwirken. 
Seitdem wird das Turnier direkt nach den French Open ausgetragen.
2020 fiel das Turnier aus, nachdem die Tennisverbände WTA und ATP die Rasensaison wegen der COVID-19-Pandemie abgesagt hatten. Im Jahr 2021 fand das Turnier unter strengen Hygieneauflagen und mit einer geringen Zuschauerkapazität wieder statt. 2022 stieg Mercedes als titelgebender Sponsor aus, an deren Stelle trat im selben Jahr Hugo Boss.
Das Turnier wird heute mit einem 28-Teilnehmer-Hauptfeld gespielt, wodurch die vier topgesetzten Spieler ein Freilos in der ersten Runde bekommen. Turnierdirektor ist Edwin Weindorfer. Bis 2006 hatte Bernd Nusch das Amt 33 Jahre lang bekleidet. Von den Spielern der ATP Tour wurde das Turnier in den 1980er-Jahren fünfmal zum beliebtesten Turnier des Jahres gewählt.

## Anlage und Zuschauer
Die Anlage des TC Weissenhof umfasst 18 Freiluftplätze, davon 6 Rasenplätze, und 3 Hallenplätze. Vier der Rasenplätze werden während des Turniers als Matchcourts genutzt und zwei als Trainingsplätze. Der Center Court bietet 6.500 Zuschauern Platz. Während des Turniers sind rund 250 Beschäftigte (Ballkinder, Linienrichter, Gästeservice, Hostessen etc.) für einen reibungslosen Turnierablauf verantwortlich. 2005 besuchten 52.000 Zuschauer das Turniergeschehen, 2006 waren es 47.000 Zuschauer, 2009 noch ca. 32.000. Im Jahre 2014 war zum ersten Mal wieder ein Anstieg der Zuschauerzahlen auf 44.000 zu verzeichnen. Mit der Umstellung auf Rasen konnten die Veranstalter 2015 erneut eine deutliche Steigerung der Zuschauerzahlen (53.800) erreichen.

## Preisgeld
Das Gesamtpreisgeld entwickelte sich in den letzten Jahren immer weiter nach unten. Ging es bis zum Jahr 2000 noch um eine Million US-Dollar, gab es 2001 nur noch 800.000 und 2003 noch 765.000 US-Dollar. 2017 lag das Preisgeld bei 630.785 Euro; der Turniersieger erhielt bis 2021 neben einem Preisgeld ein Fahrzeug von Mercedes-Benz.

## Siegerliste
Rekordsieger des Turniers ist Rafael Nadal mit drei Turniersiegen (2005, 2007, 2015). Bevor das Turnier zum Turnier-Circuit gehörte, gewann Ulf Schmidt zwischen 1958 und 1962 auch dreimal. Im Doppel konnte der Tscheche Tomáš Šmíd als einziger Spieler dreimal gewinnen. Letzter deutscher Titelträger im Einzel wurde 1991 Michael Stich.

### Einzel
| Jahr | Sieger                         | Finalgegner                    | Finalergebnis             |
| ---- | ------------------------------ | ------------------------------ | ------------------------- |
| 2025 | Taylor Fritz                   | Alexander Zverev               | 6:3, 7:60                 |
| 2024 | Jack Draper                    | Matteo Berrettini              | 3:6, 7:65, 6:4            |
| 2023 | Frances Tiafoe                 | Jan-Lennard Struff             | 4:6, 7:61, 7:68           |
| 2022 | Matteo Berrettini (2)          | Andy Murray                    | 6:4, 5:7, 6:3             |
| 2021 | Marin Čilić                    | Félix Auger-Aliassime          | 7:62, 6:3                 |
| 2020 | abgesagt                       | abgesagt                       | abgesagt                  |
| 2019 | Matteo Berrettini (1)          | Félix Auger-Aliassime          | 6:4, 7:611                |
| 2018 | Roger Federer                  | Milos Raonic                   | 6:4, 7:63                 |
| 2017 | Lucas Pouille                  | Feliciano López                | 4:6, 7:65, 6:4            |
| 2016 | Dominic Thiem                  | Philipp Kohlschreiber          | 6:72, 6:4, 6:4            |
| 2015 | Rafael Nadal (3)               | Viktor Troicki                 | 7:63, 6:3                 |
| 2014 | Roberto Bautista Agut          | Lukáš Rosol                    | 6:3, 4:6, 6:2             |
| 2013 | Fabio Fognini                  | Philipp Kohlschreiber          | 5:7, 6:4, 6:4             |
| 2012 | Janko Tipsarević               | Juan Mónaco                    | 6:4, 5:7, 6:3             |
| 2011 | Juan Carlos Ferrero            | Pablo Andújar                  | 6:4, 6:0                  |
| 2010 | Albert Montañés                | Gaël Monfils                   | 6:2, 1:2, aufgg.          |
| 2009 | Jérémy Chardy                  | Victor Hănescu                 | 1:6, 6:3, 6:4             |
| 2008 | Juan Martín del Potro          | Richard Gasquet                | 6:4, 7:5                  |
| 2007 | Rafael Nadal (2)               | Stan Wawrinka                  | 6:4, 7:5                  |
| 2006 | David Ferrer                   | José Acasuso                   | 6:4, 3:6, 6:73, 7:5, 6:4  |
| 2005 | Rafael Nadal (1)               | Gastón Gaudio                  | 6:3, 6:3, 6:4             |
| 2004 | Guillermo Cañas                | Gastón Gaudio                  | 5:7, 6:2, 6:0, 1:6, 6:3   |
| 2003 | Guillermo Coria                | Tommy Robredo                  | 6:2, 6:2, 6:1             |
| 2002 | Michail Juschny                | Guillermo Cañas                | 6:3, 3:6, 3:6, 6:4, 6:4   |
| 2001 | Gustavo Kuerten (2)            | Guillermo Cañas                | 6:3, 6:2, 6:4             |
| 2000 | Franco Squillari               | Gastón Gaudio                  | 6:2, 3:6, 4:6, 6:4, 6:2   |
| 1999 | Magnus Norman                  | Tommy Haas                     | 6:76, 4:6, 7:67, 6:0, 6:3 |
| 1998 | Gustavo Kuerten (1)            | Karol Kučera                   | 4:6, 6:2, 6:4             |
| 1997 | Àlex Corretja                  | Karol Kučera                   | 6:2, 7:5                  |
| 1996 | Thomas Muster (2)              | Jewgeni Kafelnikow             | 6:2, 6:2, 6:4             |
| 1995 | Thomas Muster (1)              | Jan Apell                      | 6:2, 6:2                  |
| 1994 | Alberto Berasategui            | Andrea Gaudenzi                | 7:5, 6:3, 7:65            |
| 1993 | Magnus Gustafsson              | Michael Stich                  | 6:3, 6:4, 3:6, 4:6, 6:4   |
| 1992 | Andrij Medwedjew               | Wayne Ferreira                 | 6:1, 6:4, 6:75, 2:6, 6:1  |
| 1991 | Michael Stich                  | Alberto Mancini                | 1:6, 7:69, 6:4, 6:2       |
| 1990 | Goran Ivanišević               | Guillermo Pérez Roldán         | 6:7, 6:1, 6:4, 7:6        |
| 1989 | Martín Jaite (2)               | Goran Prpić                    | 6:3, 6:2                  |
| 1988 | Andre Agassi                   | Andrés Gómez                   | 6:4, 6:2                  |
| 1987 | Miloslav Mečíř                 | Jan Gunnarsson                 | 6:0, 6:2                  |
| 1986 | Martín Jaite (1)               | Jonas Svensson                 | 7:5, 6:2                  |
| 1985 | Ivan Lendl                     | Brad Gilbert                   | 6:4, 6:0                  |
| 1984 | Henri Leconte                  | Gene Mayer                     | 7:6, 6:0, 1:6, 6:1        |
| 1983 | José Higueras                  | Heinz Günthardt                | 6:1, 6:1, 7:6             |
| 1982 | Ramesh Krishnan                | Sandy Mayer                    | 5:7, 6:3, 6:3, 7:6        |
| 1981 | Björn Borg                     | Ivan Lendl                     | 1:6, 7:6, 6:2, 6:4        |
| 1980 | Vitas Gerulaitis               | Wojciech Fibak                 | 6:2, 7:5, 6:2             |
| 1979 | Tomáš Šmíd                     | Ulrich Pinner                  | 6:4, 6:0, 6:2             |
| 1978 | Ulrich Pinner                  | Kim Warwick                    | 6:4, 6:2, 7:6             |
| 1977 | Jürgen Faßbender               | Attila Korpas                  | unbekannt                 |
| 1976 | Attila Korpas                  | Zlatko Ivančić                 | unbekannt                 |
| 1975 | Jürgen Faßbender / Dick Crealy | Jürgen Faßbender / Dick Crealy | Finale abgebrochen        |
| 1974 | Hans-Joachim Plötz             | Jacques Thamin                 | 6:1, 2:6, 6:4, 6:4        |
| 1973 | Harald Elschenbroich           | Hans-Jürgen Pohmann            | 2:6, 6:0, 6:2, 6:4        |
| 1972 | Attila Korpas                  | Zlatko Ivančić                 | 6:8, 6:2, 6:3, 6:4        |
| 1971 | Barry Phillips-Moore           | István Gulyás                  | 6:4, 6:3, 6:4             |
| 1970 | nicht ausgetragen              | nicht ausgetragen              | nicht ausgetragen         |
| 1969 | Christian Kuhnke               | Wilhelm Bungert                | 2:6, 6:2, 6:0, 6:2        |
| 1968 | Ramanathan Krishnan            | Bodo Nitsche                   | 6:2, 6:8, 6:4, aufgg.     |
| 1967 | Roy Emerson                    | Ion Țiriac                     | 1:6, 6:3, 6:4, 6:2        |
| 1966 | Frew McMillan                  | Keith Diepraam                 | 6:4, 7:5                  |
| 1965 | Cliff Drysdale (2)             | Wilhelm Bungert                | 6:0, 6:1, 6:1             |
| 1964 | Cliff Drysdale (1)             | Keith Diepraam                 | 6:1, 6:3                  |
| 1963 | Gordon Forbes                  | Warren Woodcock                | 6:1, 8:6, 6:3             |
| 1962 | Ulf Schmidt (3)                | Jan-Erik Lundqvist             | 6:4, 7:5                  |
| 1961 | Warren Woodcock (2)            | Barry Phillips-Moore           | 2:6, 5:7, 6:4, 6:2, 7:5   |
| 1960 | Ulf Schmidt (2)                | Warren Woodcock                | 6:2, 2:6, 6:4, 1:6, 6:3   |
| 1959 | Warren Woodcock (1)            | Torben Ulrich                  | 6:3, 6:2, 6:3             |
| 1958 | Ulf Schmidt (1)                | Jacques Brichant               | 6:4, 6:4, 7:9, 6:1        |
| 1957 | Ladislav Legenstein            | Milan Branović                 | unbekannt                 |
| 1956 | Jack Arkinstall                | Tony Vincent                   | 6:2, 8:6, 6:4             |
| 1955 | Hugh Stewart                   | Tony Vincent                   | 6:2, 8:6, 6:4             |
| 1954 | Gottfried von Cramm            | Robert Bédard                  | 6:4, 6:8, 6:2             |
| 1953 | Torben Ulrich                  | Bengt Axelsson                 | 2:6, 6:3, 6:2, 6:0        |
| 1952 | Milan Branović                 | Jacques Thomas                 | 4:6, 10:8, 7:5, aufgg.    |
| 1951 | Otto Fürst                     | H. J. de Vos                   | 6:3, 6:3                  |
| 1950 | Helmut Gulcz                   | Jan Dostál                     | 2:6, 6:3, 6:3, 6:1        |
| 1949 | Werner Beuthner                | Otto Fürst                     | 6:3, 6:3, 4:6, 6:2        |

### Doppel
| Jahr | Sieger                                 | Finalgegner                              | Finalergebnis      |
| ---- | -------------------------------------- | ---------------------------------------- | ------------------ |
| 2025 | Santiago González Austin Krajicek      | Alex Michelsen Rajeev Ram                | 6:4, 6:4           |
| 2024 | Rafael Matos Marcelo Melo              | Julian Cash Robert Galloway              | 3:6, 6:3, [10:8]   |
| 2023 | Nikola Mektić Mate Pavić (2)           | Kevin Krawietz Tim Pütz                  | 7:62, 6:3          |
| 2022 | Hubert Hurkacz Mate Pavić (1)          | Tim Pütz Michael Venus                   | 7:63, 7:65         |
| 2021 | Marcelo Demoliner Santiago González    | Ariel Behar Gonzalo Escobar              | 4:6, 6:3, [10:8]   |
| 2020 | abgesagt                               | abgesagt                                 | abgesagt           |
| 2019 | John Peers Bruno Soares (2)            | Rohan Bopanna Denis Shapovalov           | 7:5, 6:3           |
| 2018 | Philipp Petzschner (2) Tim Pütz        | Robert Lindstedt Marcin Matkowski        | 7:65, 6:3          |
| 2017 | Jamie Murray Bruno Soares (1)          | Oliver Marach Mate Pavić                 | 6:74, 7:5, [10:5]  |
| 2016 | Marcus Daniell Artem Sitak (2)         | Oliver Marach Fabrice Martin             | 6:74, 6:4, [10:8]  |
| 2015 | Rohan Bopanna Florin Mergea            | Alexander Peya Bruno Soares              | 5:7, 6:2, [10:7]   |
| 2014 | Mateusz Kowalczyk Artem Sitak (1)      | Guillermo García López Philipp Oswald    | 2:6, 6:1, [10:7]   |
| 2013 | Facundo Bagnis Thomaz Bellucci         | Tomasz Bednarek Mateusz Kowalczyk        | 2:6, 6:4, [11:9]   |
| 2012 | Jérémy Chardy Łukasz Kubot             | Michal Mertiňák André Sá                 | 6:1, 6:3           |
| 2011 | Jürgen Melzer Philipp Petzschner (1)   | Marcel Granollers Marc López             | 6:3, 6:4           |
| 2010 | Carlos Berlocq Eduardo Schwank         | Christopher Kas Philipp Petzschner       | 7:65, 7:66         |
| 2009 | František Čermák (2) Michal Mertiňák   | Victor Hănescu Horia Tecău               | 7:5, 6:4           |
| 2008 | Christopher Kas Philipp Kohlschreiber  | Michael Berrer Mischa Zverev             | 6:3, 6:4           |
| 2007 | František Čermák (1) Leoš Friedl       | Guillermo García López Fernando Verdasco | 6:4, 6:4           |
| 2006 | Gastón Gaudio Maks Mirny               | Yves Allegro Robert Lindstedt            | 7:5, 6:74, [12:10] |
| 2005 | José Acasuso Sebastián Prieto          | Mariano Hood Tommy Robredo               | 7:6, 6:3           |
| 2004 | Jiří Novák (2) Radek Štěpánek          | Simon Aspelin Todd Perry                 | 6:2, 6:4           |
| 2003 | Tomáš Cibulec Pavel Vízner             | Jewgeni Kafelnikow Kevin Ullyett         | 3:6, 6:3, 6:4      |
| 2002 | Joshua Eagle David Rikl (2)            | David Adams Gastón Etlis                 | 6:3, 6:4           |
| 2001 | Guillermo Cañas Rainer Schüttler       | Michael Hill Jeff Tarango                | 4:6, 7:6, 6:4      |
| 2000 | Jiří Novák (1) David Rikl (1)          | Lucas Arnold Ker Donald Johnson          | 5:7, 6:2, 6:3      |
| 1999 | Jaime Oncins Daniel Orsanic            | Aleksandar Kitinov Jack Waite            | 6:2, 6:1           |
| 1998 | Olivier Delaître Fabrice Santoro       | Joshua Eagle Jim Grabb                   | 6:1, 3:6, 6:3      |
| 1997 | Gustavo Kuerten Fernando Meligeni      | Donald Johnson Francisco Montana         | 6:4, 6:4           |
| 1996 | Libor Pimek Byron Talbot (2)           | Tomás Carbonell Francisco Roig           | 6:2, 5:7, 6:4      |
| 1995 | Tomás Carbonell Francisco Roig         | Ellis Ferreira Jan Siemerink             | 3:6, 6:3, 6:4      |
| 1994 | Scott Melville Piet Norval             | Jacco Eltingh Paul Haarhuis              | 7:6, 7:5           |
| 1993 | Tom Nijssen Cyril Suk                  | Gary Muller Piet Norval                  | 7:6, 6:3           |
| 1992 | Glenn Layendecker Byron Talbot (1)     | Marc Rosset Javier Sánchez               | 4:6, 6:3, 6:4      |
| 1991 | Wally Masur Emilio Sánchez (2)         | Omar Camporese Goran Ivanišević          | 4:6, 6:3, 6:4      |
| 1990 | Pieter Aldrich Danie Visser            | Per Henricsson Nicklas Utgren            | 6:3, 6:4           |
| 1989 | Petr Korda Tomáš Šmíd (3)              | Florin Segărceanu Cyril Suk              | 6:3, 6:4           |
| 1988 | Sergio Casal Emilio Sánchez (1)        | Anders Järryd Michael Mortensen          | 4:6, 6:3, 6:4      |
| 1987 | Rick Leach Tim Pawsat                  | Mikael Pernfors Magnus Tideman           | 6:3, 6:4           |
| 1986 | Hans Gildemeister Andrés Gómez         | Mansour Bahrami Diego Pérez              | 6:4, 6:3           |
| 1985 | Ivan Lendl Tomáš Šmíd (2)              | Andy Kohlberg João Soares                | 3:6, 6:4, 6:2      |
| 1984 | Sandy Mayer Andreas Maurer             | Fritz Buehning Ferdi Taygan              | 7:6, 6:4           |
| 1983 | Anand Amritraj Mike Bauer              | Pavel Složil Tomáš Šmíd                  | 4:6, 6:3, 6:2      |
| 1982 | Mark Edmondson Brian Teacher           | Andreas Maurer Wolfgang Popp             | 6:3, 6:1           |
| 1981 | Peter McNamara Paul McNamee            | Mark Edmondson Mike Estep                | 2:6, 6:4, 7:6      |
| 1980 | Colin Dowdeswell (2) Frew McMillan (2) | Chris Lewis John Yuill                   | 6:3, 6:4           |
| 1979 | Colin Dowdeswell (1) Frew McMillan (1) | Wojciech Fibak Pavel Složil              | 6:4, 6:2, 2:6, 6:4 |
| 1978 | Jan Kodeš Tomáš Šmíd (1)               | Carlos Kirmayr Belus Prajoux             | 6:3, 7:6           |